# (28913) 2000 OT
2000 أو تي (ويعرف أيضًا باسم (28913) 2000 أو تي وفق تسمية الكوكب الصغير) (بالإنجليزية: 2000 OT)‏ هو كويكب ضمن حزام الكويكبات؛ وترتيبه 28913 من حيث الاكتشاف.
اكتُشف هذا الجُرم الفلكي بواسطة جون بروفتون في 23 يوليو 2000.

## وصلات خارجية
- (28913) 2000 OT في قاعدة بيانات مختبر الدفع النفاث لأجرام النظام الشمسي الصغيرة

- الاكتشاف · مخطط المدار ·  العناصر المدارية · المعلمات المادية

- (28913) 2000 OT على موقع ويكي سكاي: DSS2, SDSS, GALEX, IRAS, Hydrogen α, X-Ray, Astrophoto, Sky Map, Articles and images